# Lagonda

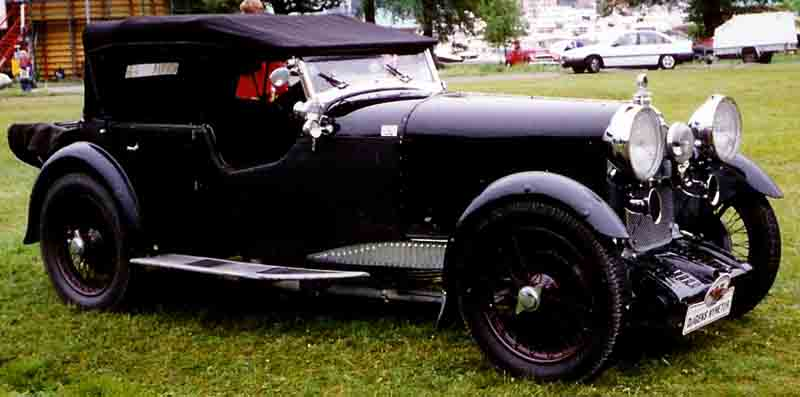
Lagonda 2 l (1931)

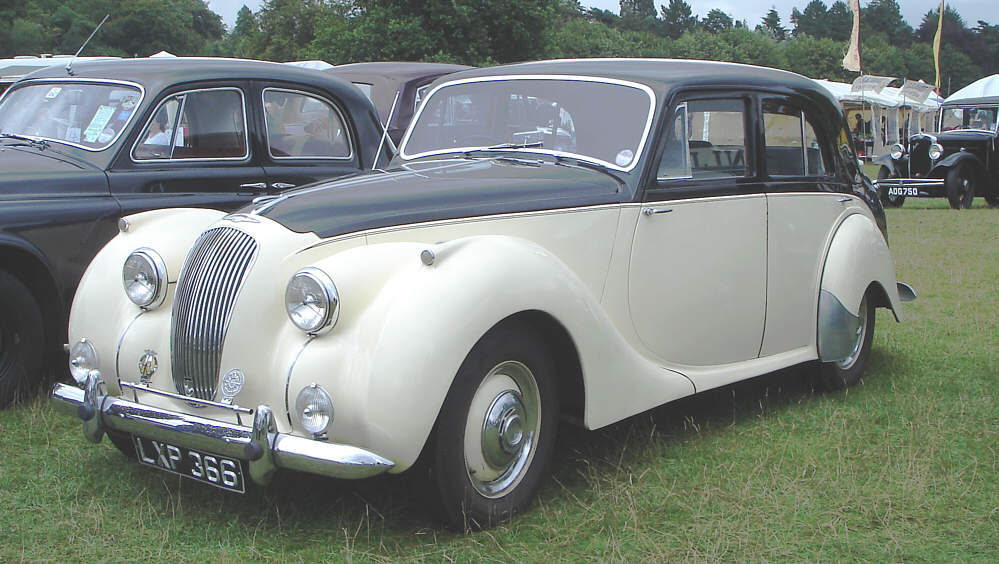
Lagonda 3 l (1953)

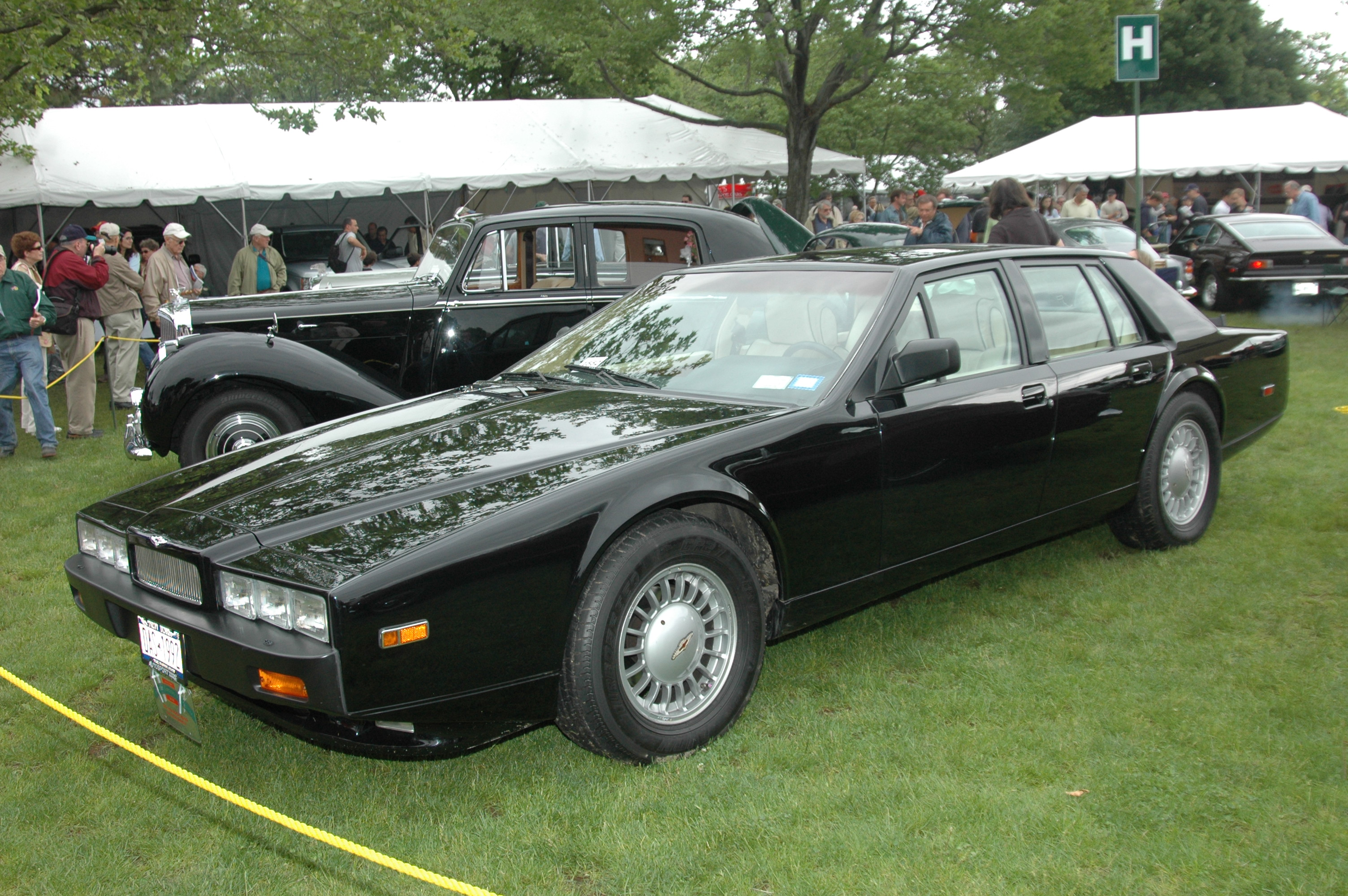
Aston Martin Lagonda (1989)

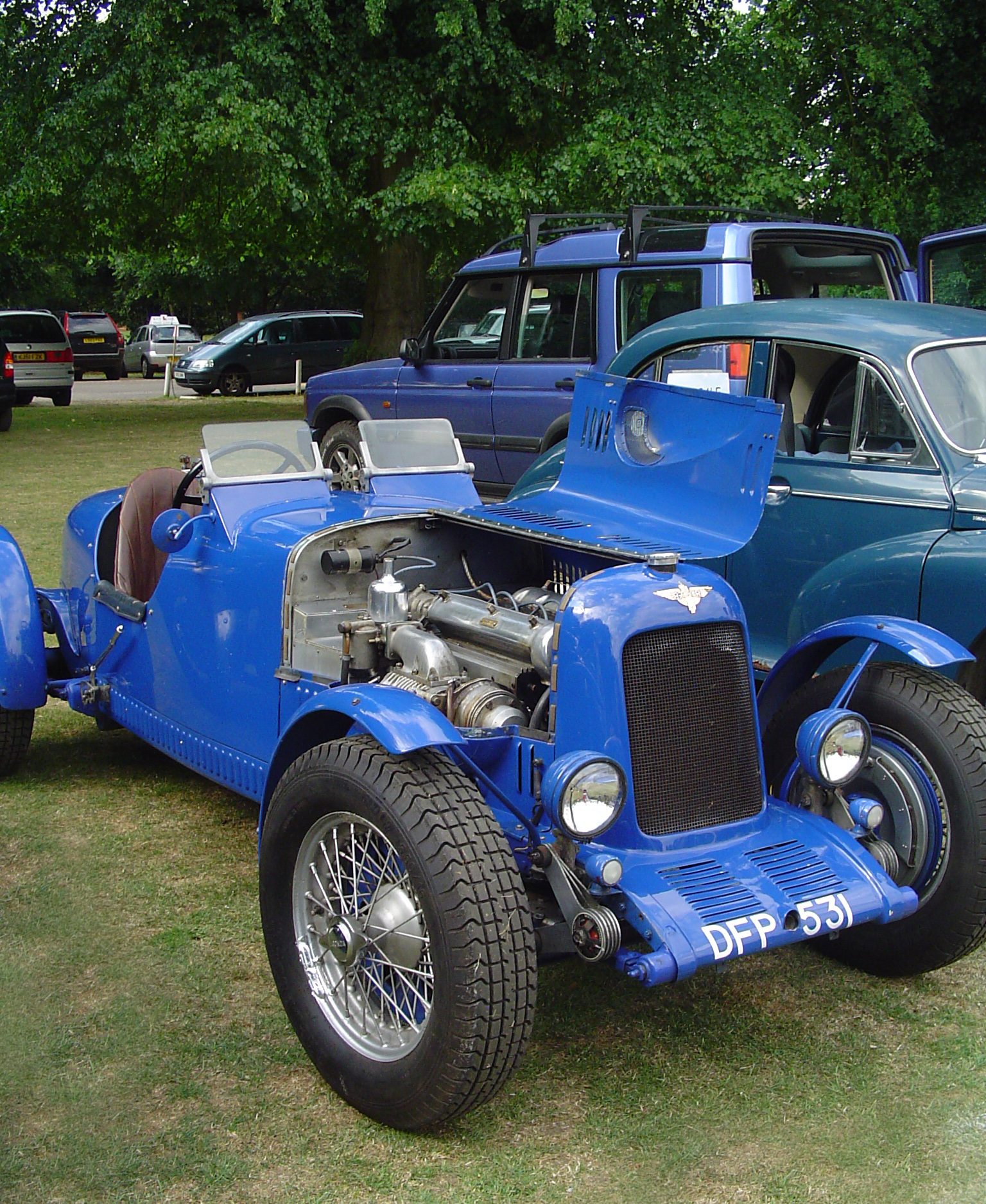
Lagonda Rapier (1933)

Anglická společnost Lagonda byla založena v roce 1900 Američanem Wilburem Gunem. Ten se v roce 1897 přestěhoval do Británie a založil firmu Lagonda Motor Company.
Jménem Lagonda se nechal Wilbur Gun inspirovat stejnojmennou řekou protékající americkým městem Springfield ve státě Ohio, kde se narodil a vyrůstal. Firma se nejvíce proslavila výrobou závodních a velmi luxusních vozů pro zámožné zákazníky. Jeden vlastnil i ruský car Mikuláš II. V roce 1935 se také proslavila vítězstvím ve 24hodinovém závodě v Le Mans. O čtyři roky později firmu posílil známý konstruktér motorů Walter Owen Bentley, který pro ni vyrobil znamenité motory, které se vyráběly i po druhé světové válce.
Společnost Lagonda nepatřila mezi automobilky, které za války zbohatly výrobou motorů a součástek do letadel a vojenské techniky, což ale neznamená, že by se firma na válečné produkci nepodílela (produkovala například plamenomety). Po válce se ale dostala do finančních potíží. Kvůli tomu byl Wilbur Gun nucen firmu prodat Davidu Brownovi, vlastníkovi firmy Aston Martin. Díky tomu získala přístup k motorům Aston Martin. V roce 1958 se David Brown rozhodl značku dočasně stáhnout z prodeje. Další model se objevil až o tři roky později.

## Modely
rok výroby/model/(produkce)
- 1906-1913 Lagonda 20
- 1911-1913 Lagonda 30
- 1913-1921 Lagonda 11…(6000) (produkce)
- 1920-1923 Lagonda 11,9…(6000)
- 1923-1926 Lagonda 12 a 12/24…(6000)
- 1925-1933 Lagonda 14/60 a 2l speed…(1440)
- 1926-1930 Lagonda 16/65…(250)
- 1933-1938 Lagonda Rapier…(525)
- 1935 Lagonda 3,5 litr…(65)
- 1936-1937 Lagonda LG47…(303)
- 1938-1940 Lagonda LG6…(85)
- 1938-1940 Lagonda V12…(189)
- 1948-1953 Lagonda 2,6 litr…(510)
- 1953-1958 Lagonda 3 litr…(270)
- 1961-1965 Lagonda Rapide…(55) (čtyřdveřový prototyp 6 ks)
- 1976-1989 Aston Martin Lagonda…(645)